# 169 (číslo)
Sto šedesát devět je přirozené číslo, které následuje po čísle sto šededesát osm a předchází číslu sto sedmdesát. Římskými číslicemi se zapisuje CLXIX.

## Chemie
- 169 je nukleonové číslo jediného přírodního izotopu thulia.[1]

## Matematika
- deficientní číslo
- druhá mocnina čísla 13, pokud obrátíme pořadí číslic v něm na 31 a vypočítáme jeho druhou mocninu, vyjde 961, tedy číslo složené ze stejných číslic jako 169.
- součet sedmi po sobě jdoucích prvočísel: 13 + 17 + 19 + 23 + 29 + 31 + 37

## Doprava
- Silnice II/169 je česká silnice II. třídy vedoucí na trase Horažďovice – Rabí – Sušice – Horská Kvilda – Kvilda[2]

## Astronomie
- 169 Zelia je planetka hlavního pásu.

## Roky
- 169
- 169 př. n. l.